# Etenol
Az etenol vagy más néven vinil-alkohol egyértékű telítetlen enol, az acetaldehid (etanal) tautomerje. Normális körülmények között az acetaldehid a stabil tautomer, így az egyensúlyi elegyben döntően az aldehid forma van jelen. A legegyszerűbb enol.

## Polivinil-alkohol
A vinil-alkohol instabilitása miatt a polivinil-alkoholt nem közvetlen ennek polimerizációjával állítják elő, hanem kerülő úton, a vinil-acetát polimerizációját követő hidrolízissel (Ac = acetil, HOAc = ecetsav):
n CH2=CHOAc  →  (CH2−CHOAc)n
(CH2−CHOAc)n  +  n H2O  →  (CH2−CHOH)n  +  n HOAc

## Koordinációs kémia
Számos fémkomplex ismert, melyek etenol ligandumot tartalmaznak, ilyen például a Pt(acac)(η2-C2H3OH)Cl.

## Előfordulása a csillagközi anyagban
Az etenolt felfedezték csillagközi molekulafelhőkben. Az etenol stabil a (híg) csillagközi anyagban, ami arra utal, hogy tautomerizációja nem unimolekulás reakció.

## Fordítás
Ez a szócikk részben vagy egészben  a   Vinyl alcohol című angol Wikipédia-szócikk ezen változatának fordításán alapul.  Az eredeti cikk szerkesztőit annak laptörténete sorolja fel. Ez a jelzés csupán a megfogalmazás eredetét és a szerzői jogokat jelzi, nem szolgál a cikkben szereplő információk forrásmegjelöléseként.